# Neoempheria stubbsi
Neoempheria stubbsi är en tvåvingeart som beskrevs av Sevcik och Papp 2003. Neoempheria stubbsi ingår i släktet Neoempheria och familjen svampmyggor.
Artens utbredningsområde är Slovenien. Inga underarter finns listade i Catalogue of Life.